# Plesiothelinae
Plesiothelinae Raven, 1980 è una sottofamiglia appartenente alla famiglia Hexathelidae.

## Caratteristiche
Le Plesiothelinae hanno sei filiere e, tratto distintivo peculiare rispetto alle altre sottofamiglie, è quello di avere la parte terminale delle filiere anteriori laterali più ampio, con un segmento apicale in forma di cupola.

## Distribuzione
I due generi che vi appartengono sono diffusi in Nuova Zelanda e in Tasmania.

## Tassonomia
La sottofamiglia venne descritta per la prima volta nello studio dell'aracnologo Raven del 1980.
Attualmente, a giugno 2012, è composta da 2 generi:
- Plesiothele Raven, 1978 — Tasmania
- Porrhothele Simon, 1892 — Nuova Zelanda